# Hilde Benjamin
 (mars 2025).
Si vous disposez d'ouvrages ou d'articles de référence ou si vous connaissez des sites web de qualité traitant du thème abordé ici, merci de compléter l'article en donnant les références utiles à sa vérifiabilité et en les liant à la section « Notes et références ».
Hilde Benjamin, née Hilde Lange le 5 février 1902 à Bernbourg et morte le 18 avril 1989 à Berlin est une magistrate et femme politique est-allemande. Elle est ministre de la Justice de 1953 à 1967.

## Biographie

### Études et premiers engagements
Après ses études secondaires, de 1921 à 1924, Hilde Benjamin est la première femme en Allemagne à étudier le droit aux universités de Berlin, de Heidelberg et de Hambourg. Elle travaille ensuite comme avocate à Wedding, un quartier de Berlin, notamment pour la Rote Hilfe, une organisation sociale dépendante du KPD (Parti communiste allemand). En 1926, elle épouse Georg Benjamin, frère de l'écrivain et philosophe Walter Benjamin, et en 1927, elle rejoint le KPD. Interdite de pratique du droit après les nouvelles lois du Troisième Reich, en 1933, elle travaille pour l'association commerciale soviétique, à Berlin. Au cours de la Seconde Guerre mondiale, elle est forcée de travailler dans une usine. Son mari, juif et résistant, est déporté et meurt au camp de Mauthausen, en 1942.

### Carrière sous la RDA

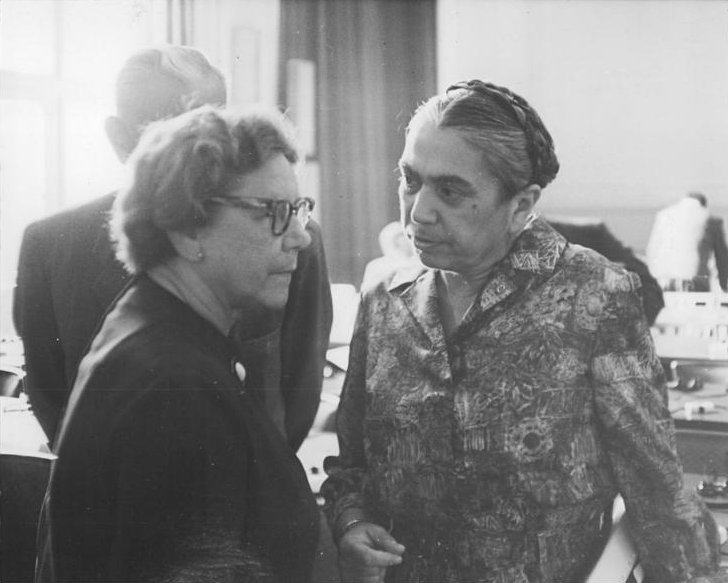
Hilde Benjamin (à droite) avec Friedel Malter, présidente de la commission des droits de l'homme, avant le début du deuxième du procès en première instance de Hans Globke, le 9 juillet 1963.

Après la guerre, en 1946, elle rejoint le SED nouvellement créé et devient vice-présidente de la Cour suprême de la RDA, poste qu'elle occupe de 1949 à 1953. À ce titre, elle participe aux procès Waldheim et préside une série de procès à grand spectacle contre des indésirables politiques, notamment Johann Burianek et les témoins de Jéhovah. Son inclination fréquente à prononcer des peines de mort lui vaut alors le surnom de « La Guillotine rouge », ou « Hilde la sanglante ».
De 1949 à 1967, elle est députée à la Volkskammer (Chambre du peuple) et de 1954 à 1989 membre du Comité central du SED. En 1953, elle succède à Max Fechner comme ministre de la Justice, la première fois qu'une femme accède à un ministère régalien en Allemagne et l'une des premières dans le monde en ce qui concerne le portefeuille de la Justice. En 1967, Walter Ulbricht l'invite à démissionner, officiellement pour des raisons de santé, mais en réalité parce que le Politbüro estimait que son fanatisme politique allait à l'encontre de la volonté de la RDA de jouir d'une reconnaissance internationale. Elle joue néanmoins un rôle dans la création du Code pénal de la RDA et participe de façon décisive à la réorganisation de type soviétique du système juridique du pays de 1967 à sa mort. Elle est titulaire d'une chaire d'histoire de la magistrature à l'Académie des sciences politiques et juridiques, à Potsdam-Babelsberg. 
Elle meurt à Berlin-Est en avril 1989 et est inhumée au cimetière central de Berlin-Friedrichsfelde.

## Distinctions
Hilde Benjamin est décorée en 1954 et en 1962 de l'ordre du Mérite patriotique, en 1977 et en 1987 de l'ordre de Karl-Marx, en 1979 du titre de Juriste de mérite de la RDA et en 1982 de l'Étoile de l'amitié des peuples.

## Sources
- (en) Cet article est partiellement ou en totalité issu de l’article de Wikipédia en anglais intitulé « Hilde Benjamin » (voir la liste des auteurs).

## Ouvrages

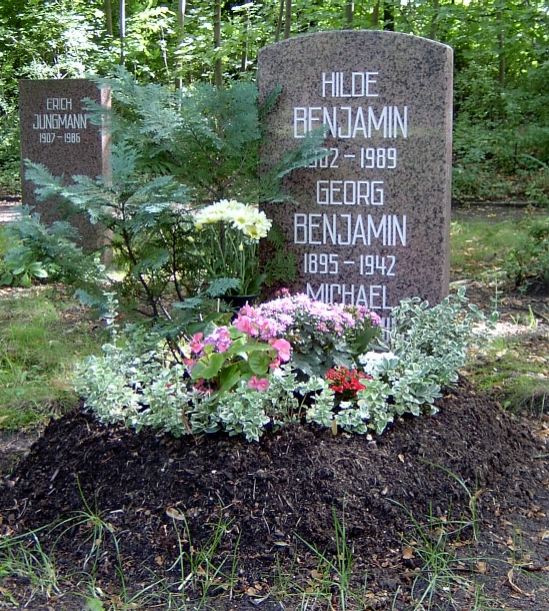
Tombe de Hilde Benjamin au cimetière central de Berlin-Friedrichsfelde.

- Aus Reden und Aufsätzen, Éditions d'État de la RDA, Berlin, 1982.
- Georg Benjamin. Eine Biographie, Hirzel, Berlin, 1987,  (ISBN 3-7401-0105-9).
- Zur Geschichte der Rechtspflege, 3 tomes, Éditions d'État de la RDA, Berlin 1976–86.
  - T.1 : 1945–1949 (1976)
  - T.2 : 1949–1961 (1980)
  - T.3 : 1961–1971 (1986)  (ISBN 3-329-00047-3).